# Reykjavik kunstmuseum
Reykjavik kunstmuseum (isl: Listasafn Reykjavíkur) er et kommunalt kunstmuseum i Reykjavik. Det har Islands største samling af billedkunst og et samlet udstillingsareal på omkring 3.000 kvadratmeter. Der arrangeres mellem 20 og 30 udstillinger per år.
Reykjavik kunstmuseum blev grundlagt 1973 og har lokaler på tre adresser i Reykjavik.

## Havnehuset (Hafnarhús)
Hafnarhús ligger nær den gamle havn og er et tidligere havnemagasin, som blev indviet som museum i april 2000 efter en totalrenovering af huset. Der vises permanente værker af popkunstneren Erró (Guðmundur Guðmundsson, født 1932) samt midlertidige udstillinger. (Placering: 64°08′56″N 21°56′26″V / 64.1490°N 21.9406°V)

## Kjarvalsstaðir
Kjarvalsstaðir ligger ved Klambratún. Det åbnede 1973 og er opkaldt efter maleren Jóhannes Sveinsson Kjarval. Reykjavik kunstmuseums samlinger består for en stor del af værker af ham. Bygningen Kjarvalsstaðir ligger i Klambratúnparken og er Islands første bygning som er opført særligt til kunstudstllinger. Foruden værkerne af Jóhannes Sveinsson Kjarval vises midlertidige udstillinger af billedkunst, arkitektur og formgivning især fra 1900-tallet. (Placering: 64°08′16″N 21°54′49″V / 64.1378°N 21.9135°V)

## Ásmundur Sveinssons skulpturmuseum
Ásmundarsafn ligger på Laugardalur. Ásmundur Sveinssons skulpturmuseum åbnede 1983 og er i første række til Ásmundur Sveinssons skulpturer og tegninger. Det viser dog også værker af andre kunstnere.
Skulpturer af Ásmundur Sveinsson er udstillet i museet og udenfor i en skulpturpark. Huset var tidligere kunstnerens hjem og atelier, og han tegnede i det væsentlige selv huset 1942-50, delvis med inspiration fra middelhavsområdet og arabisk kultur. (Placering: 64°08′30″N 21°53′07″V / 64.1416°N 21.8853°V)